# An Emotional Fish
Gli An Emotional Fish sono una band alternative rock di Dublino. La band è stata formata nel 1988 e comprende Gerard Whelan (voce, percussioni), Martin Murphy (batteria, percussioni), David Frew (chitarra, cori), e Enda Wyatt (basso, cori, tastiera). La loro musica è stata influenzata da artisti quali David Bowie, Iggy Pop, T. Rex, e U2.
Sono saliti alla ribalta in Italia per il loro brano Celebrate, rieditato da Vasco Rossi, con un nuovo testo scritto da lui in italiano, con il titolo Gli spari sopra nell'omonimo album del 1993.

## Discografia

### Album in studio
- 1990 – An Emotional Fish
- 1993 – Junk Puppets
- 1994 – Sloper

### Album dal vivo
- 1991 – Celebration Live
- 1991 – Live Bait